# Dendropsophus robertmertensi
Dendropsophus robertmertensi là một loài ếch thuộc họ Nhái bén.
Loài này có ở El Salvador, Guatemala, và México.
Môi trường sống tự nhiên của chúng là rừng khô nhiệt đới hoặc cận nhiệt đới, đầm nước ngọt, đầm nước ngọt có nước theo mùa, vùng đồng cỏ, vườn nông thôn, và rừng thoái hóa nghiêm trọng.

## Hình ảnh

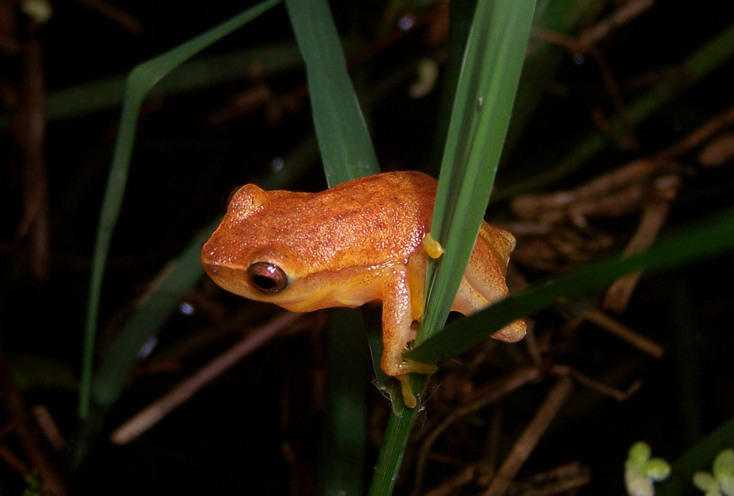